# Evangelische Kirche (Nümbrecht)

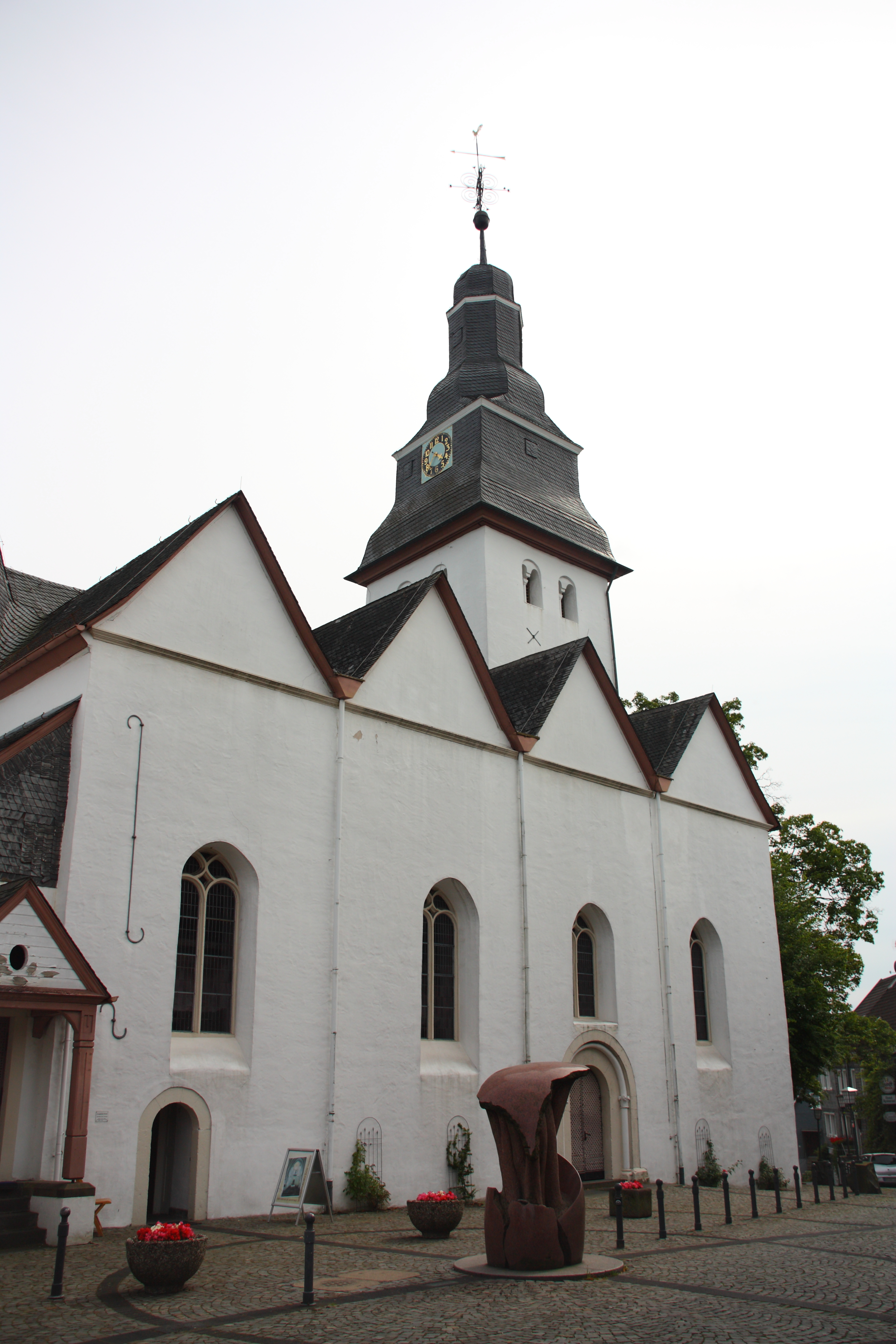
Kirche Nümbrecht

Die Evangelische Kirche in Nümbrecht, Oberbergisches Land, Nordrhein-Westfalen ist eine der drei Kirchen der Evangelischen Kirchengemeinde Nümbrecht, die zum Kirchenkreis An der Agger in der Evangelischen Kirche im Rheinland gehört.
Die erste Erwähnung der Kirche geht auf das Jahr 1131 zurück. Sie wurde von Papst Innozenz II. erstmals urkundlich erwähnt und gehörte damals dem Stift St. Cassius in Bonn an.

## Baugeschichte

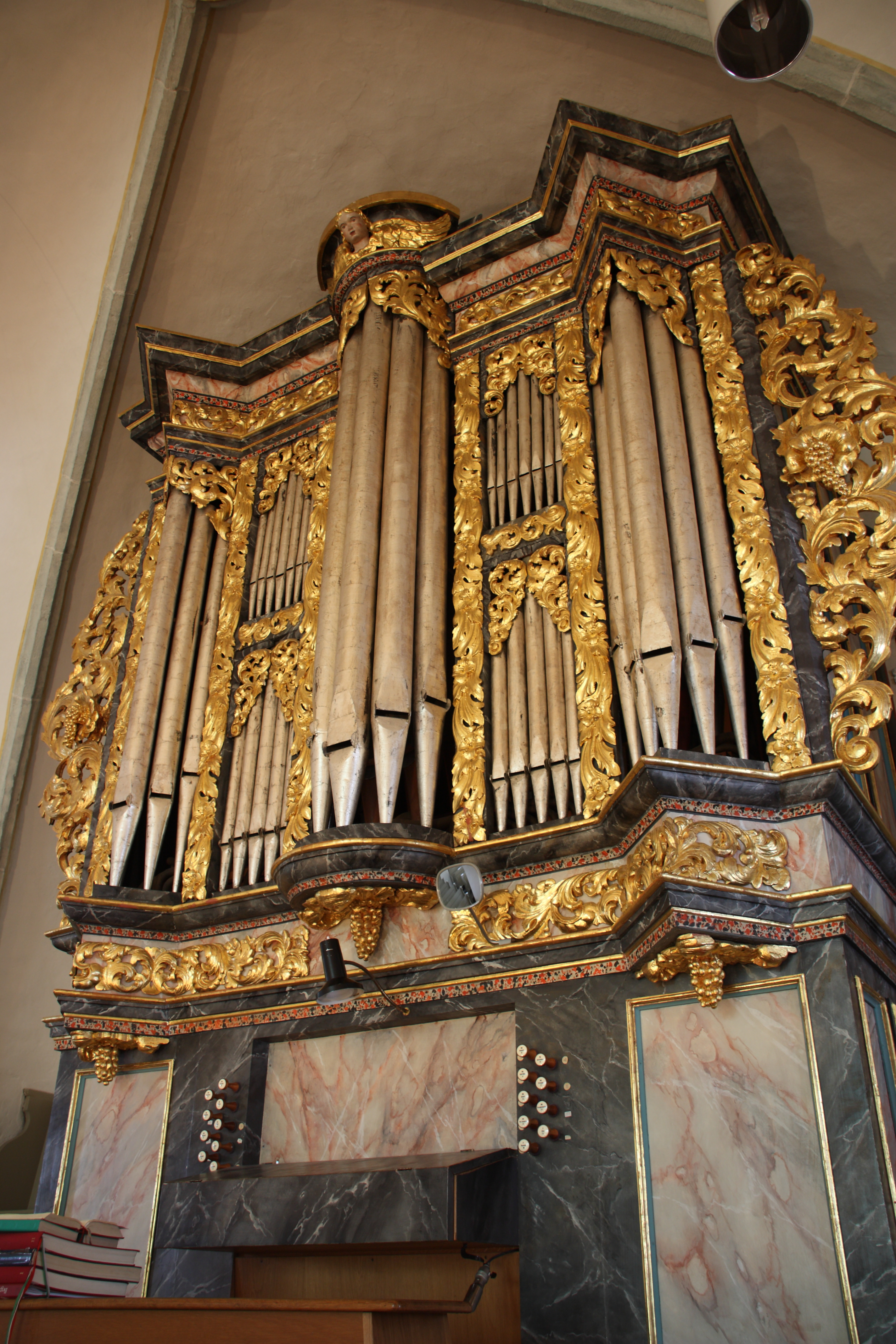
Orgel

Baugeschichtlich ist die Nümbrechter Kirche einer der interessantesten Sakralbauten des Oberbergischen Landes: mit ihrem wuchtigen romanischen Turm, ihren schweren frühmittelalterlichen Pfeilern und Gurtbögen im Innenraum, ihrem zart gegliederten gotischen Chor, ihren flachen Gewölben aus dem Ende des 17. Jahrhunderts, ihrer barocken Turmhaube und den so bemerkenswerten ebenfalls barocken Prinzipalstücken. Im 17. Jahrhundert erfuhr die Kirche umfangreiche bauliche Veränderungen, als die Homburger Linie der Grafen zu Sayn-Wittgenstein ständig auf Schloss Homburg residierte und die Nümbrechter Kirche auch Hofkirche war. Um diesen Ansprüchen gerecht zu werden, erhielt sie die Gewölbe als oberen Raumabschluss mit dem markanten Schlussstein über dem Mittelschiff aus dem Jahre 1682 (s. u.). So wie die Türme des Schlosses ihr Aussehen wandelten, erhielt auch der Kirchturm in jenen Tagen seine barocke Haube. In dieser Zeit ist wohl auch die jüngste Grabkapelle, der sogenannte »Herrenkeller«, südlich des Turms errichtet worden, wo die Grafen bestattet wurden.
Der Orgelprospekt im hessischen Barock wird dem Orgelbauer Christian Nohl aus den 1690er Jahren zugeschrieben. Die heutige Orgel wurde 1962 durch Willi Peter aus Köln eingebaut und umfasst 18 Register, zwei Manuale und Pedal.

## Alte Kostbarkeiten
Besondere Kostbarkeiten aus jener Zeit sind die Prinzipalstücke, die heute noch die Kirche zieren: Kanzel und Schalldeckel, der in seiner Art einmalige Abendmahlstisch und auch die barocke Türeinfassung (heute im Herrenkeller) wie der etwas später geschaffene Orgelprospekt sind Beispiele hervorragender barocker Gestaltungskraft. Für den Historiker so interessante Einbauten, wie das nur noch dem Namen nach bekannte »Herrengemach«, der Sitzplatz der gräflichen Familie, sind verschwunden, als in den Jahren 1860 bis 1862 eine Veränderung aus Platzmangel, Instandsetzung und Umgestaltung der Kirche durchgeführt wurde, in der es vor allem darum ging, auch den letzten Winkel auszunutzen, um Sitzplätze zu schaffen. Denn zu den Gottesdiensten von Pastor Engels kamen sehr viele Menschen.

## Deckenwappen

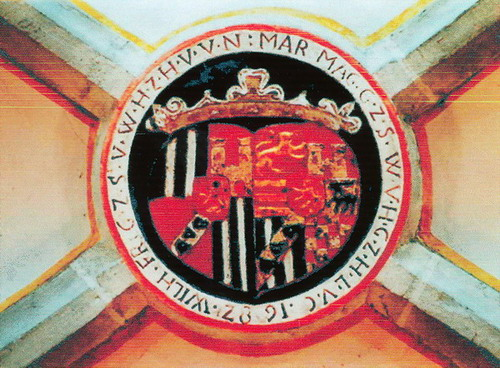
Deckenwappen Kirche Nümbrecht

Das Wappen von Homburg auf dem Schlussstein unter der Decke stammt aus dem Jahr 1682.
Das Wappen hat folgende erste Inschrift:
Wilh. Fr. G. Z. S. V. W. H. Z. H. V. V. N
Die Übersetzung lautet:
Wilhelm Friedrich Graf zu Sayn und Wittgenstein Herr zu Homburg Valendar und Neumagen.
Das Wappen hat folgende zweite Inschrift:
MAR. MAG. G. Z. S. W. V. H. G. Z. H. L. V. C. 1682
Die Übersetzung lautet:
Maria Magdalena Gräfin zu Sayn Wittgenstein und Homburg Gräfin zu Hohenstein Lohra und Clettenberg 1682
Dies ist der Geburtsname der Gräfin, sie war die Cousine des Grafen.
Dem in Jahrhunderten gewachsenen Kirchenraum konnte mit der letzten großen Renovierung von 1954 bis 1955 weithin sein altes, traditionsreiches Gesicht zurückgegeben werden.
Das Äußere der Kirche ist bis zum heutigen Tage unwesentlich verändert. Der Turm ist 42,70 m hoch und wird erstmals 1150 erwähnt. Unter dem Nebenraum des Turms ist eine Gruft, die bei den Umbauten von 1954 bis 1955 entdeckt und freigelegt wurde. Hier wurden die Pastoren oder besser Gestellten beerdigt, und man hat u. a. einen Schädel mit einer Tonschale gefunden (Baadorfer).

## Glocken der Kirche
Die Kirche hat vier Glocken.
| Größe | Jahr | Durchm. | Gewicht  | Schlagton | Inschriften |
| ----- | ---- | ------- | -------- | --------- | --- |

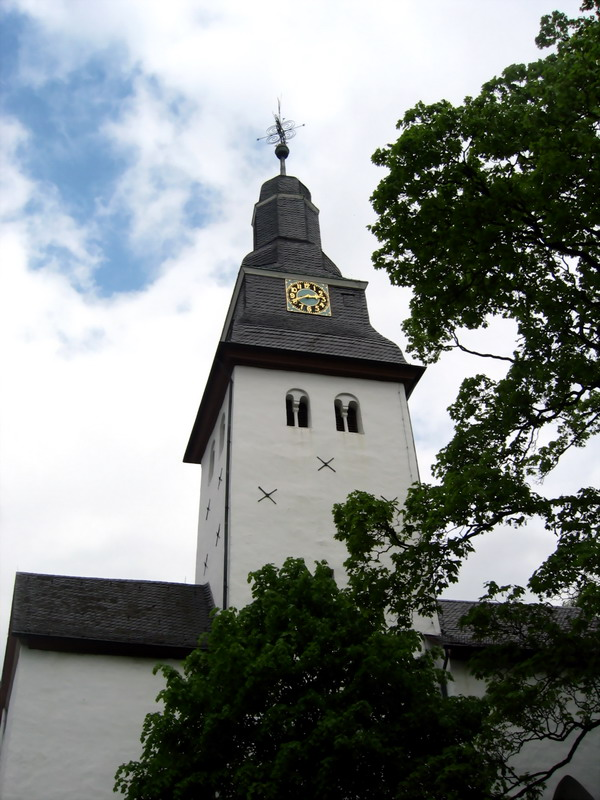
Turm

| 1     | 1772 | 1,38 m  | 32 Ztr   | 0d        | Nun lasset o Christen dis Schallen der Glocken mit Eifer zum Hause des Herren euch locken. Ich rufe euch freundlich mit meinem Geleut thut Busse und macht euch zum Tode bereit |
| 2     | 1954 | 1,10 m  | 15 Ztr.  | fis       | Es ist noch eine Ruhe vorhanden dem Volk Gottes Hebr. 4,9 |
| 3     | 1922 | 0,95 m  | 11 Ztr.  | 0a        | Jesus Christus gestern und heute und derselbe auch in Ewigkeit. Hebr. 13,8 |
| 4     | 1954 | 0,82 m  | 6,5 Ztr. | 0h        | Freuet euch in dem Herrn allewege und abermals sage ich: Freuet euch! Phil. 4,4                                                                                                 |

Zwei Glocken wurden 1917 entfernt und für Kriegszwecke eingeschmolzen.

## Abendmahlstisch und Kanzel

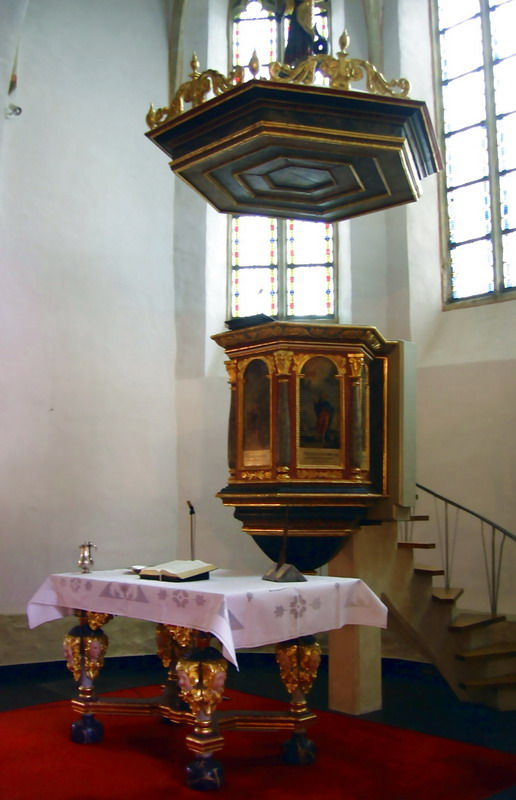
Kanzel und Abendmahlstisch
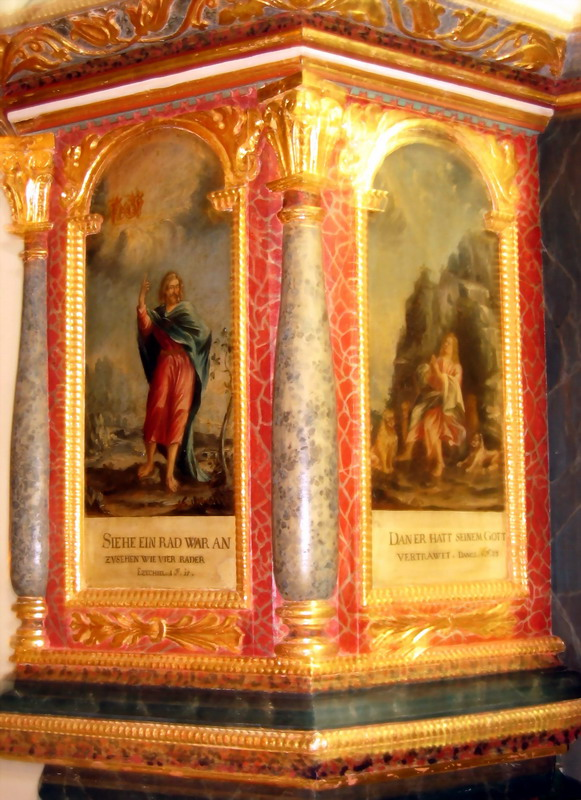
Teil der Kanzel

Der Abendmahlstisch aus dem Jahre 1694 wurde von H[einrich] Kannengießer gestiftet. Die vier Tischbeine sind eine Seltenheit, weil jedes mit vier Köpfen verziert ist, die wohl Engel darstellen sollen. Der Tisch stand früher im Seitenschiff der Kirche und besitzt sein prächtiges Aussehen, seit er 1954 bis 1955 von alter Farbe befreit wurde.
Auf dem Schalldeckel der Kanzel thront der Engel Michael als Drachentöter. Das Bild an der Seite wurde ebenfalls bei Umbauarbeiten freigelegt.

## Bekenntnis
Im Jahr 1563 wurde in Nümbrecht, wie in allen homburgischen Gemeinden, die Reformation lutherischer Prägung eingeführt. Der Graf von Sayn-Wittgenstein-Berleburg, Ludwig der Ältere, führte 1605 den reformierten Heidelberger Katechismus ein, der bis heute das Bekenntnis der Gemeinde geblieben ist. Heute gehört die reformierte Gemeinde der unierten Landeskirche im Rheinland (Evangelische Kirche im Rheinland) an.

## Pfarrer
Ein ungewöhnlicher Pfarrer in Nümbrecht war Jakob Gerhard Engels, der von 1851 an 45 Jahre lang bis zu seinem Todestag am 16. Februar 1897 in der Gemeinde wirkte. Als Seelsorger und Erweckungsprediger reichte sein Einfluss weit über Nümbrecht hinaus. Er war Namensgeber des Nümbrechter Engelsstifts. Das ursprüngliche Gebäude wurde in den 1990er Jahren abgerissen, die Stiftung ging in die Theodor-Fliedner-Stiftung ein.

## Gemeindehaus

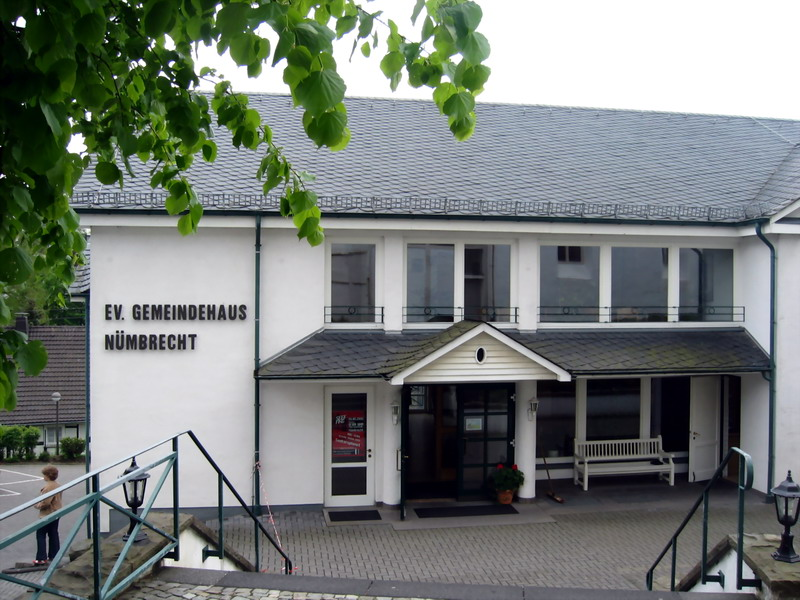
Gemeindehaus

Hinter der Kirche befindet sich das Gemeindehaus der Ev. Kirchengemeinde Nümbrecht aus den Jahren 1977/1993.